# Pinguicula lignicola
Pinguicula lignicola este o specie de plante carnivore din genul Pinguicula, familia Lentibulariaceae, ordinul Lamiales, descrisă de Barnh.. Conform Catalogue of Life specia Pinguicula lignicola nu are subspecii cunoscute.